# فيل بارنز
فيل بارنز (بالإنجليزية: Phil Barnes)‏ (2 مارس 1979 بشفيلد في المملكة المتحدة - ) هو لاعب كرة قدم بريطاني في مركز حراسة المرمى. لعب مع شيفيلد يونايتد وغريمسبي تاون وكوينز بارك رينجرز ونادي بلاكبول ونادي توركي يونايتد ونادي روذرهام يونايتد ونادي غاينسبورو ترينيتي وBuxton F.C. ‏ وAlfreton Town F.C. ‏ ونادي هاروجيت تاون.

## وصلات خارجية
- فيل بارنز على موقع قاعدة بيانات كرة القدم.إي يو (الإنجليزية)
- فيل بارنز على موقع Soccerbase.com (لاعب) (الإنجليزية)